# Canon EF 100-400mm-objectief
De Canon EF f/4.5-5.6L IS USM is een professioneel telezoom-objectief gemaakt door de Japanse fabrikant Canon. Het objectief werd geïntroduceerd in september 1998 en is populair onder sport- en wildfotografen. Hoewel niet zo scherp als de nieuwere EF 70-200mm f/2.8L IS II USM of EF 70-200mm f/4L IS USM is de 100-400mm duidelijk boven de reguliere consumenten-objectieven gepositioneerd.
Het objectief maakt gebruik van een trek/duw-systeem voor het zoomen. Een nadeel hiervan is dat er bij het uitschuiven van de lens lucht en daarmee stof naar binnen wordt gezogen. Dit was geen probleem voor de analoge camera's die voornamelijk gebruikt werden toen deze lens op de markt kwam, maar voor digitale sensoren kan dit wel degelijk problemen veroorzaken. Nieuwere camera-modellen zijn mede daarom uitgerust met systemen die stof van de sensor verwijderen.